# Herrenhaus Heinrichsruh

Das Herrenhaus Heinrichsruh ist ein barockes Herrenhaus südlich des gleichnamigen Dorfs im Landkreis Vorpommern-Greifswald im Osten Mecklenburg-Vorpommerns. 

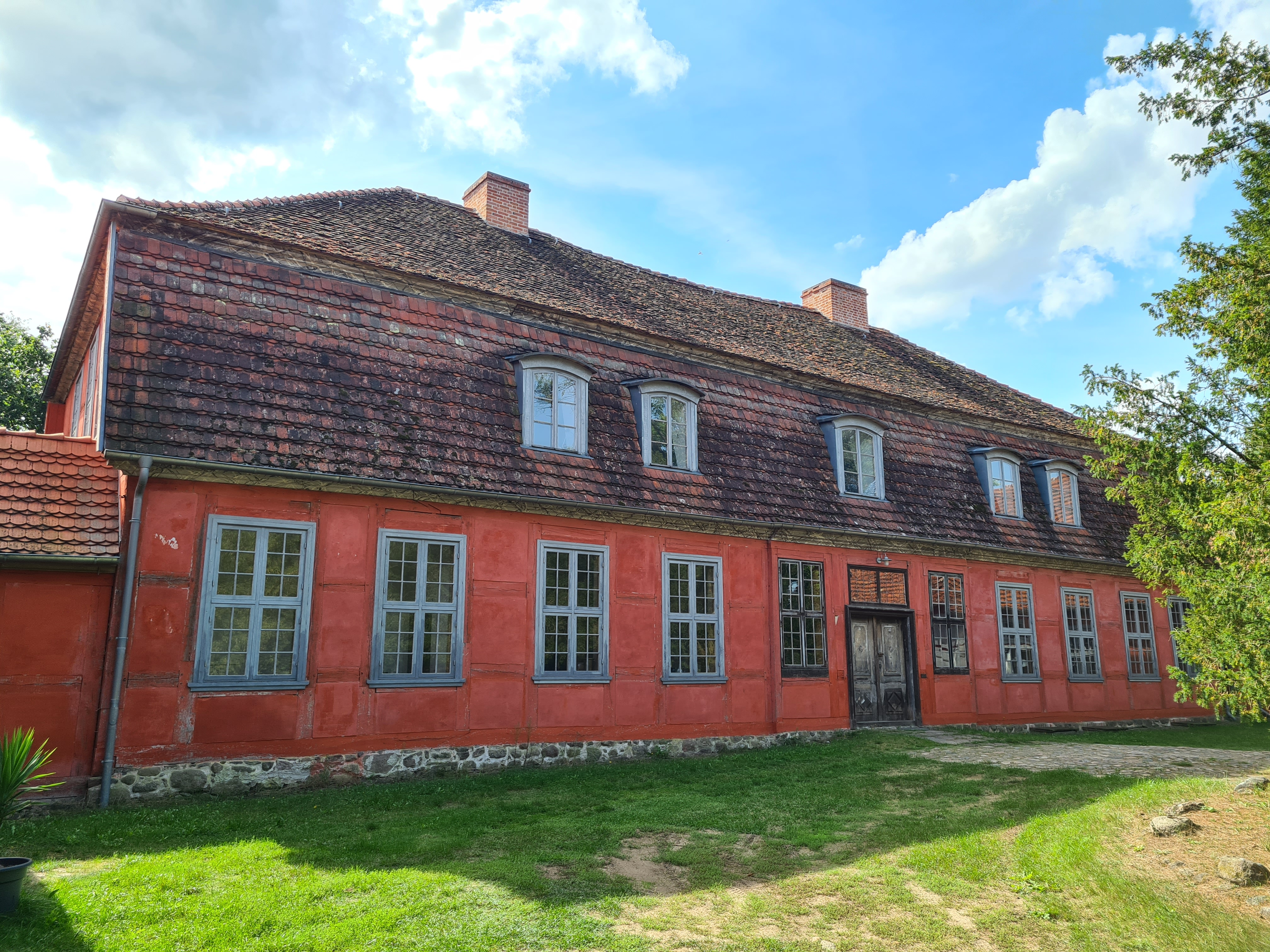
Herrenhaus Heinrichsruh

## Anlage
Das Herrenhaus und der zugehörige Garten liegen rund 200 Meter südlich der in Ost-West-Richtung verlaufenden Dorfstraße. Ursprünglich befand sich hinter dem Haus ein rund fünf Hektar großer Park, von dem heute rund drei Hektar mit Wald bewachsen sind. Das Herrenhaus lag zentral innerhalb der Gutsfläche, was dessen Bedeutung sowie den Charakter einer planmäßig geformten Landschaft unterstrich. Ursprünglich waren die Glashütte sowie mehrere Ökonomiehöfe planvoll um das Herrenhaus herum angeordnet. Die meisten dieser Gebäude wurden aber bereits vor 1835 abgerissen. Eine Allee mit Linden und Kastanien schließt das Anwesen an die Straße an. Vor dem Herrenhaus mündet diese Allee in einen Hof mit Eibenrondell. Gemeinsam mit dem Herrenhaus schließen ein Küchen- und ein Remisenflügel diesen Hof ein.

## Baubeschreibung
Das Herrenhaus ist ein in Ost-West-Richtung gestreckter Fachwerkbau mit der Grundfläche 14 auf 29 Meter. Markant ist das stark heruntergezogene Mansarddach, das über dem einzelnen Vollgeschoss noch ein kaum von Schrägen eingeschränktes Dachgeschoss enthält und von zwei Schornsteinen gekrönt wird. Die Hofseite ist durch elf Achsen mit großformatigen Fenstern gegliedert. Die Gartenseite verfügt lediglich über neun Fensterachsen und zudem über einen zehn Meter breiten Mittelrisalit.
Die Eingangshalle des Herrenhauses wird von einer zweifach abgewinkelten Treppe beherrscht, unter der ein Durchgang in den Gartensaal, den größten Raum auf dieser Ebene, führt. Von dort erschließt eine Enfilade zwei weitere Gesellschaftsräume auf der Gartenseite. Auf der Hofseite befanden sich östlich der Eingangshalle ein Esszimmer und westlich Wohnräume. Stuckarbeiten an den Decken, Stofftapeten und Wandgemälde der Innenräume beider Stockwerke sind nur noch in wenigen Resten erhalten. Wichtigste erhaltene Ausstattungsstücke sind eine Wappentafel und ein Fayenceofen im Delfter Stil. Einige der Türen im Erdgeschoss stechen durch ihre Gestaltung mit Pilastern und Lünetten hervor. Im Obergeschoss dominiert ein zentraler Saal mit Fensterfront zum Garten hin.

## Geschichte
Bauherr des Herrenhauses und damit Gründer des Dorfes, das sich später bildete, war Christoph Ludwig Henrici, der 1726 die Ämter Ueckermünde und Torgelow von der preußischen Krone gepachtet hatte. In den folgenden Jahrzehnten betrieb er umfangreichen Landesausbau, ließ weite Gebiete trockenlegen, neue Dörfer und Produktionsbetriebe anlegen. 1749 ließ Henrici im Bereich des heutigen Dorfs Heinrichsruh eine Glashütte errichten. 1752 wurde das Herrenhaus Heinrichsruh erbaut, der zugehörige Garten sowie ein 250 Hektar großer Gutsbetrieb angelegt. Am 11. Januar 1758 starb Christoph Ludwig Henrici in Heinrichsruh. 1769 ging das von seinem Sohn August Ludwig weitergeführte Familienunternehmen in Konkurs. Die Glashütte Heinrichsruh wurde stillgelegt, das Herrenhaus und das Gut blieben aber bis zum Tod von August Ludwigs Witwe 1827 im Besitz der Familie.
1836 wurden die inzwischen sehr heruntergewirtschafteten Anlagen vom Rittergutsbesitzer Eduard Schmidt gekauft. Dessen gleichnamiger Sohn ließ das Gutsland in den 1870er Jahren aufteilen und verkaufen. Sein Bruder Otto Schmidt kaufte 1902 das Herrenhaus und den Park. 1941 erwarb ein Fleischermeister Popp aus Stettin das Herrenhaus. Als dessen Witwe 1969 starb, übernahm die Gemeinde Heinrichsruh das Gebäude. Nach dem Zweiten Weltkrieg hatte das Herrenhaus als Unterkunft für Flüchtlingsfamilien gedient. Später diente es als Lagerraum oder stand leer. Der Zustand verschlechterte sich zusehends. Teile der Anlage stürzten ein, das Fachwerk war von Echtem Hausschwamm befallen. Allerdings hatte die fehlende Pflege und damit auch ausbleibende Umbauten dazu geführt, dass die Anlage anders als andere barocke Gebäude kaum überformt wurde.
1997 kaufte der Verein „Denkmalpflegezentrum e. V.“ das Haus und begann, unterstützt durch zahlreiche freiwillige Helfer, mit der Sanierung. Seit dem Jahr 2000 befindet sich das „Vorpommersche Künstlerhaus“ in dem ehemaligen Herrenhaus. Neben einer Lithographiewerkstatt beherbergt das Haus verschiedene Künstlerateliers sowie Probenräume für Musiker. Konzerte, Lesungen, Opernaufführungen, Meisterkurse, Maskenbälle und Ausstellungen finden in dem Gebäude statt.